# Gbaya-ngbongbo
Le gbaya-ngbongbo, aussi appelé kresh-hofra, est une langue soudanique centrale du Soudan du Sud. Elle est parlée par les Kresh. Bien qu'elle soit communément appelée « gbaya », elle ne fait pas partie des langues gbaya qui font partie de la famille des langues oubanguiennes.